# Castelo de Pitsligo

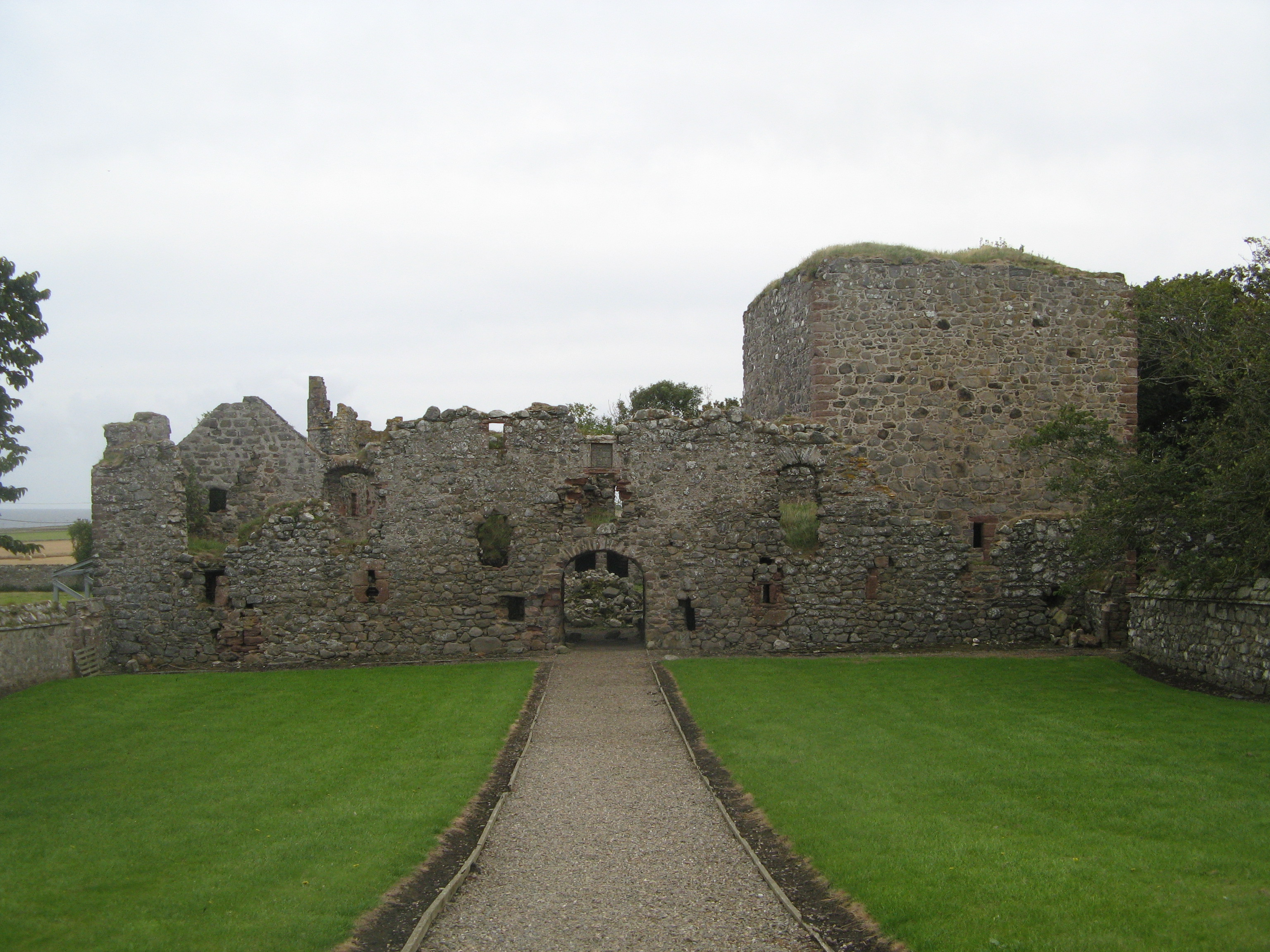
Castelo de Pitsligo

O Castelo de Pitsligo (em inglês:  Pitsligo Castle) é um castelo do século XV atualmente em ruínas localizado em Pitsligo, Aberdeenshire, Escócia.

## História
Construído pela família Forbes de Pitsligo. Confiscado após uma rebelião em 1745 e vendido a Gardens of Troup, acabando em ruínas. A parte central do castelo tem semelhanças do século XV, julgando-se ter sido construído por volta de 1424.
O terceiro piso foi demolido por volta do ano de 1700. Possivelmente o castelo nunca foi terminado.
Foi utilizado como armazém de produtos agrícolas até 1988.
Encontra-se classificado na categoria "A" do "listed building" desde 16 de abril de 1971.